# Vakenhet
Vakenhet är ett fysiologiskt tillstånd, och motsatsen till sömn. Vakenhet karaktäriseras av det är ett medvetandetillstånd med visst mönster av aktivitet i hjärnan, där individen är medveten om och reagerar på omgivningen på ett sammanhägande sätt, exempelvis genom kommunikation, rörelse och födointag. Detta skiljer vakenheten från sömnen, där många externa intryck inte bearbetas av hjärnan.